# Arnold Meri

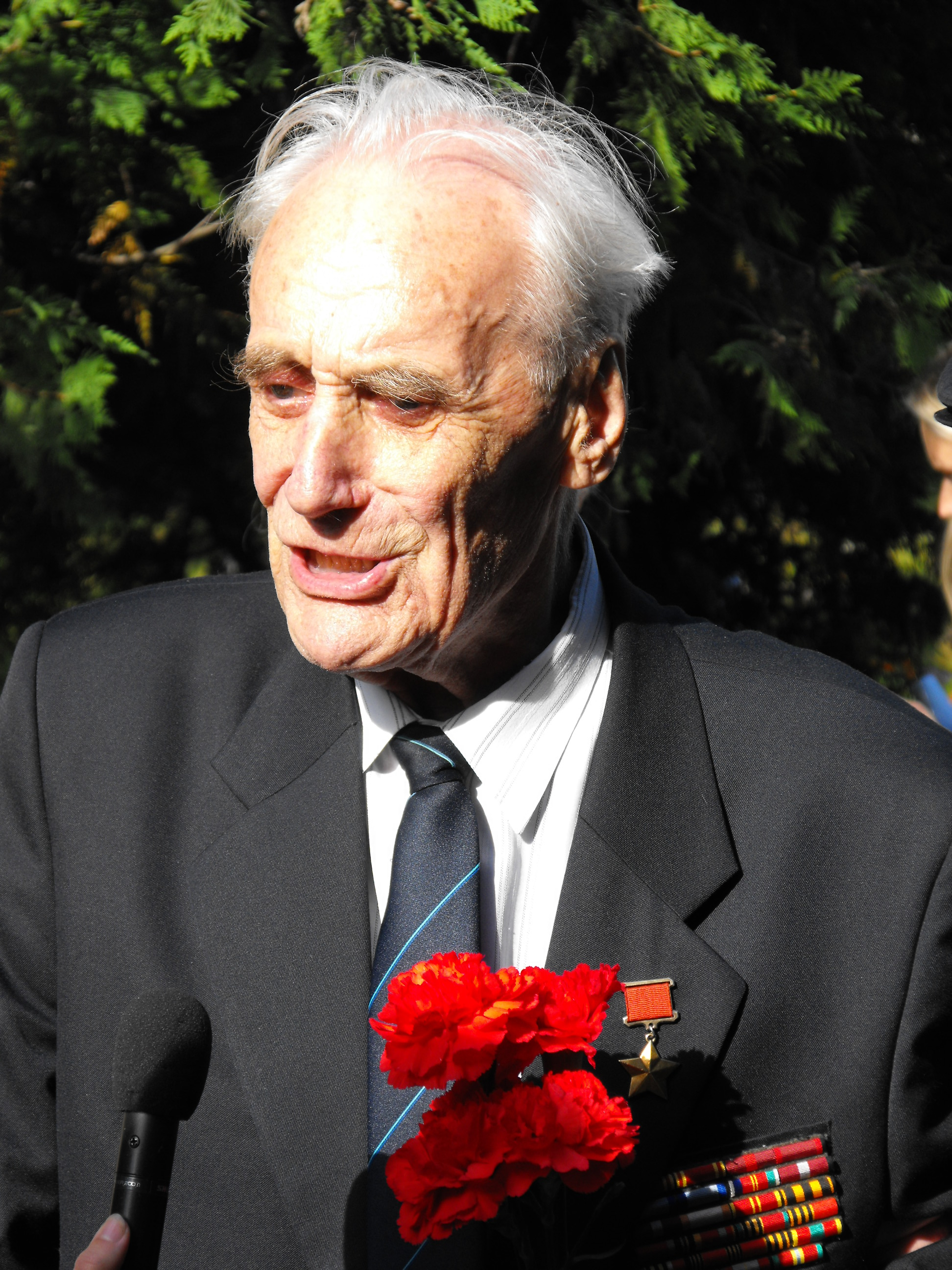
Arnold Meri, 2008

Arnold Meri (* 1. Juli 1919 in Tallinn; † 27. März 2009 ebenda) war ein estnischer Veteran des Zweiten Weltkriegs und Held der Sowjetunion. In seinen letzten Lebensjahren wurde vom estnischen Staat immer wieder versucht, ihn wegen Verbrechen gegen die Menschlichkeit anzuklagen. Sein Cousin war der frühere Präsident Estlands, Lennart Meri. Zum Zeitpunkt seines Todes war Arnold Meri der Vorsitzende des Estnischen Antifaschistischen Komitees.

## Biographie
Meri meldete sich 1940, nach Abschluss des Hitler-Stalin-Pakts und dem Einmarsch der Roten Armee in das unabhängige Estland, freiwillig zur Roten Armee. Nach dem deutschen Überfall auf die Sowjetunion im Juni 1941 wurde er als Offizier in einem Kampf in der Nähe von Pskow verwundet. Für die Organisation der Verteidigung des Frontabschnitts Porchow-Dno im Juli 1941, die er trotz vierfacher Verwundungen an der rechten Hand, am Knie, an der Hüfte und an der Brust als Kommandierender leitete, wurde er als Held der Sowjetunion ausgezeichnet. Nach seiner Genesung kehrte Meri an die Front zurück und erlebte das Kriegsende 1945 im Rang eines Obersts. Von 1945 bis 1949 arbeitete er als Vorsitzender des Zentralkomitees des Komsomol in der Estnischen SSR. 1948 bekam er die höchste Auszeichnung der Sowjetunion, den Leninorden. Schon 1951 wurden aber Meri im Zuge von parteiinternen Repressionen alle Medaillen und Orden entzogen; um einem bevorstehenden Arrest zu entgehen, siedelte er in nach Berg-Altai in der RSFSR über. 1956 wurde er rehabilitiert und kehrte nach Estland zurück.
Meris Meinung über die estnische Rolle im Zweiten Weltkrieg:

„Estlands Involvierung in den Zweiten Weltkrieg war unvermeidlich und nur ein Naiver konnte das Gegenteil glauben. Jeder Este hatte nur eine Entscheidung zu treffen: wessen Seite in diesem blutigen Kampf zu ergreifen – die der Nazis oder die der Anti-Hitler-Koalition.“

Unmittelbar nach seinem Tod verlieh der russische Präsident Dmitri Medwedew Meri postum die „Ehrenmedaille“.

## Vorwürfe des Genozids
2003 begann die estnische Sicherheitspolizei, die Rolle Meris in den sowjetischen Deportationen von Esten auf Dagö nach dem Zweiten Weltkrieg zu untersuchen. Die estnische Staatsanwaltschaft klagte Arnold Meri wegen Genozids an, da er angeblich die Deportation von 251 estnischen Zivilisten in die Oblast Nowosibirsk in Sibirien organisierte. Meri gab zu, an den Deportationen teilgenommen zu haben, lehnte aber die Verantwortung dafür ab.
Am 20. Mai 2008 begann der Prozess gegen Meri, der auf unschuldig plädierte. Zu seiner Verteidigung behauptete Meri, dass er zu einem Beobachter des Ablaufs der Deportation nach dem damals geltenden Recht ernannt wurde, um sicherzustellen, dass die Strafmaßnahmen lediglich auf die Personen begrenzt blieben, die auf speziellen Listen der Sicherheitsdienste standen. Meri behauptete, dass es ihm nicht möglich war, die Missbräuche lokaler Behörden zu kontrollieren und dass er sich danach vom Beobachter-Posten und von den gesamten Vorgängen zurückzog. Für diese Entscheidung wurde er selbst verfolgt, bekam seine militärischen Ehren aberkannt und wurde aus der Kommunistischen Partei im Jahr 1949 ausgeschlossen. Erst bei seiner Rehabilitation unter Chruschtschow 1956 wurde dies alles wiederhergestellt. Zusätzlich gab Meri an, von der heutigen estnischen Regierung als Vergeltung für seine antifaschistischen Aktivitäten und seine scharfe Kritik an der estnischen Politik verfolgt zu werden.